# Erich Virch

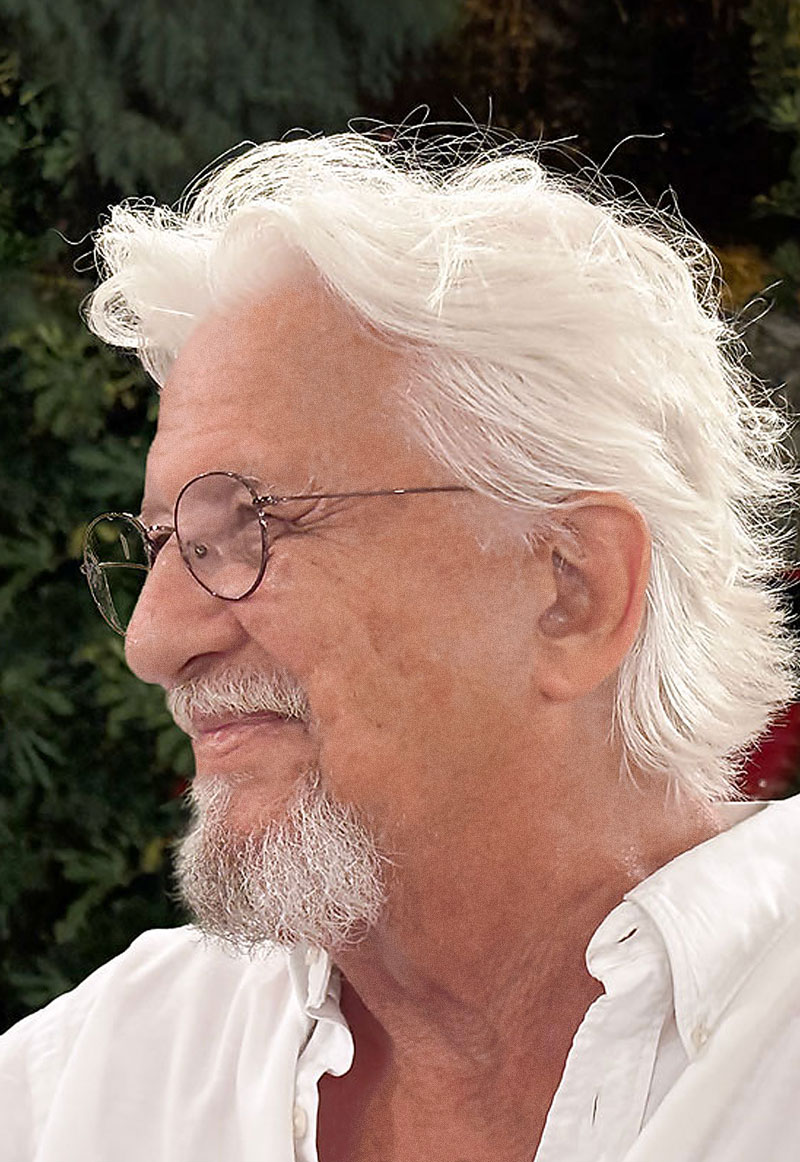
Erich Virch (2025)

Erich Virch (geb. 30. Oktober 1950 in Dillenburg) ist ein deutscher Texter, Komponist, Musiker, Produzent und Schriftsteller.

## Leben und Werk
Aufgewachsen in Hessen und Westfalen, studierte Erich Virch zunächst Germanistik und Anglistik an der Philipps-Universität in Marburg. 1974 wechselte er an die Johannes Gutenberg-Universität Mainz, wo er 1979 ein Kunststudium mit Auszeichnung abschloss.
Von 1974 bis 1976 war er Mitglied des Trios Kuretitsch, Lassahn und Virch. Mit Bernd Kuretitsch arbeitete er bis 1979 regelmäßig für das ZDF-Jugendmagazin Schüler-Express, für das sie Lieder zu Filmbeiträgen schrieben und produzierten.
Nach seinem zweiten Staatsexamen 1981 verfasste Virch vor allem Satiren für Hörfunk und Fernsehen, war drei Jahre lang neben Beate Hasenau, Edith Hancke, Peter Ehlebracht und Hans Marquardt Mitglied der wöchentlichen WDR-Radio-Comedy Vier vor Fünf und arbeitete in der Villa Louvigny als Nachtautor für Radio Luxemburg.
Ab 1987 schrieb er für den Kabarettisten Stephan Wald; es entstanden die Programme Hungergala, ÖkoSat, Schizofritz und Zombieland, bei denen er auch Regie führte. Für Ingolf Lück und Hans-Werner Olm schrieb er Gorbatschow muß sterben.
Zugleich führte Virch seine Arbeit als Komponist und Liedtexter fort. Die GEMA verzeichnet seine Urheberschaft an 270 Titeln; zu den Interpreten gehören Katja Ebstein, Klaus Lage, Karat, die Klostertaler, Wolfgang Lippert, DJ Ötzi, aber auch Komiker wie Mike Krüger, Kalle Pohl und Dieter Hallervorden. Wolfgang Petry veröffentlichte neben zehn weiteren Virch-Titeln die Ballade Nichts von alledem, die u. a. von Reinhard Mey und Johannes Oerding gecovert wurde. Von 1981 bis 2009 veröffentlichte Virch vier Alben unter seinem eigenen Namen, zudem schrieb er Kriminalromane, schließlich auch Boulevardstücke.

## Auszeichnungen
- 1990: Emil-Berliner-Preis der Deutschen Phono-Akademie
- 1991: Goldene Stimmgabel

## Werk

### Diskografie
- 1975: Ich wollte so wie Tarzan sein / Wir Liedermacher (als Kuretitsch, Lassahn & Virch) (Songbird)
- 1981: Go schmackwärts! (RCA 28464)
- 1982: Alltagswahnsinn (RCA 28515)
- 1990: Halt mich fest (mit der Virch Band; Metronome)
- 2009: Altes Eisen (Luxus Musik)

### Theater
- 2010: Denn sie wissen nicht, was sie erben (die Erbtante), Komödie Düsseldorf
- 2017: Halbgott in Nöten (Die Väter der Braut), Komödie am Altstadtmarkt, Braunschweig

### Publikationen
Unter dem Pseudonym Egon Olsen:
- Heideblues, KBV, 2005, ISBN 978-3937001661
- Trollblut, KBV, 2006,  ISBN 978-3937001821
- Goldherz, KBV, 2007, ISBN 978-3940077141